# Unes
Unes è una catena della grande distribuzione organizzata, operativa nel nord-ovest dell'Italia, che fa parte del gruppo Finiper.

## Storia
Unes è stata fondata nel 1967 a Milano, dall'unione di sette negozianti che intendevano sviluppare una rete di punti vendita di piccole dimensioni. Il primo negozio, ancora oggi esistente, viene inaugurato il 14 febbraio 1967 in via Val di Sole 12 nella zona Vigentino a Milano. Il nome Unes è l'acronimo di Unione Nuovi Esercenti Superette.
Nel 2002 l'azienda, che fa capo alla famiglia Nespoli, viene acquisita per 200 miliardi di lire dal gruppo Finiper di Marco Brunelli, proprietaria degli ipermercati Iper e già presente in Unes con una quota di minoranza.
Nel 2006, con l'ingresso nell'incarico di amministratore delegato di Mario Gasbarrino, nasce sulla base del concetto everyday low price (EDLP) il punto vendita U2, terza tipologia tra il supermercato e il discount.
Nel luglio 2019 Gasbarrino si dimette dopo 14 anni dall'incarico di amministratore delegato e al suo posto è nominata Rosella Brenna. In ottobre, Unes si aggiudica all'asta per 25 milioni gli otto punti vendita della Rex Supermercati di Oggiono. Nel novembre 2019 il proprietario Marco Brunelli lascia a 91 anni la presidenza al suo braccio destro e storico autista Giuseppe Guzzetti.
A novembre 2022 Mario Spezia è nominato consigliere delegato alla guida della Business Unit Supermercati Unes.
A partire dalla fine del 2023 viene attuata la conversione di tutti i punti vendita con insegne U! Come tu mi vuoi e U2 Supermercato nel marchio Unes, con il nuovo pay-off Vicini di spesa, ed è a Gaggiano l'ultimo supermercato a insegna U2 convertito in Unes; i lavori sono terminati il 16 luglio 2025.

## Insegne
La catena si suddivide in varie insegne che distinguono i vari formati:
- Unes – supermercati di metratura compresa fra i 600 e i 1500 m².
- Qui c'è – superette (negozio al dettaglio) di prossimità fino ai 250 m² per la spesa quotidiana.
- VG - il Viaggiator Goloso – brand top di gamma nato nel dicembre 2015 come negozio a tempo e l'anno successivo diventa supermercato. Sono presenti corner all'interno dei supermercati Unes e degli ipermercati Iper.

## Punti vendita
Questo è il dettaglio degli attuali 187 supermercati Unes (Unes, Qui c'è e VG - il Viaggiator Goloso):
| Regione        | U!  | QC | VG |
| -------------- | --- | -- | -- |
| Emilia-Romagna | 5   | 0  | 0  |
| Liguria        | 0   | 2  | 0  |
| Lombardia      | 113 | 10 | 6  |
| Piemonte       | 45  | 6  | 0  |